# Philippos von Opus

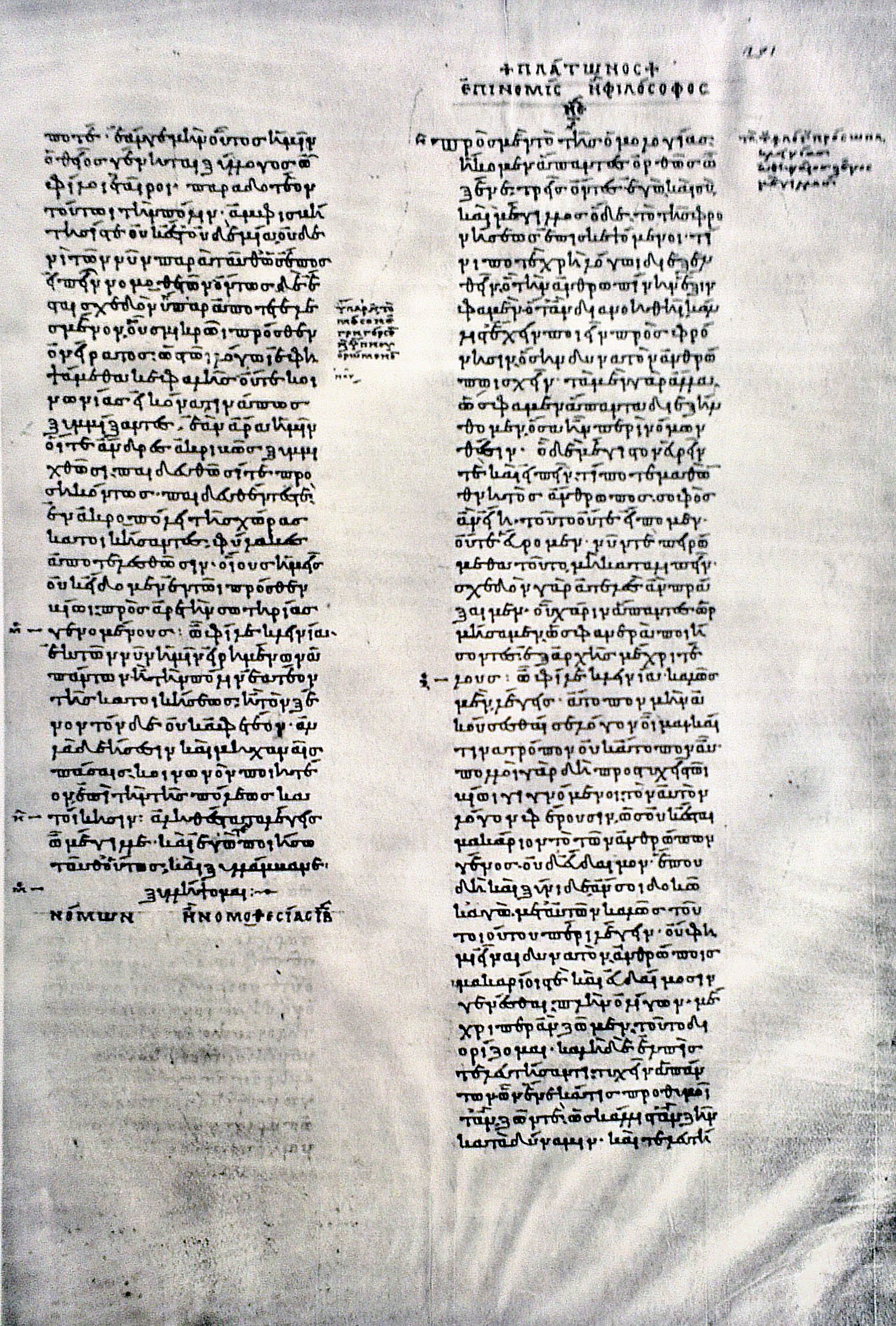
Der Anfang der wahrscheinlich von Philippos verfassten Epinomis in der ältesten erhaltenen Handschrift: Paris, Bibliothèque Nationale, Gr. 1807 (9. Jahrhundert)

Philippos von Opus (altgriechisch Φίλιππος ὁ Όπούντιος) war ein antiker griechischer Philosoph des 4. Jahrhunderts v. Chr. Er verfasste neben philosophischen Schriften auch Abhandlungen über astronomische, meteorologische und mathematische Themen, die bis auf Fragmente verloren sind. Als Schüler und Vertrauter Platons war er ein prominentes Mitglied der Platonischen Akademie in Athen. Sehr wahrscheinlich ist er der Autor des zu Unrecht Platon zugeschriebenen Dialogs Epinomis.

## Leben
Aus Philippos’ Leben ist sehr wenig bekannt. Die Quellen bezeichnen ihn teils als Opuntier (Bürger von Opus, dem Hauptort der östlichen Lokris in Mittelgriechenland), teils als Bürger von Medma, einer griechischen Kolonie in Kalabrien im Gebiet der heutigen Gemeinde Rosarno. Offenbar war eine der beiden Städte (wahrscheinlich Medma) seine Heimat und die andere sein späterer Wohnsitz. Er war jünger als der nach 400 geborene Eudoxos von Knidos. In Platons letzten Lebensjahren war Philippos sein Sekretär. Bei Platons Tod war er anwesend; später erzählte er die Einzelheiten dem Geschichtsschreiber Neanthes von Kyzikos, dessen Bericht fragmentarisch erhalten ist.
Nach Platons Tod hat Philippos den Dialog Nomoi, ein Alterswerk des verstorbenen Philosophen, das „auf Wachs(tafeln)“ aufgezeichnet war, also nur als Manuskript vorlag, „umgeschrieben“. Dies kann bedeuten, dass er den Text von Wachs auf Papyrus übertrug, oder dass er das Manuskript redigierte und korrigierte. Jedenfalls bereitete er die Nomoi zur Veröffentlichung vor. Unglaubwürdig ist die Nachricht, die Einteilung der Nomoi in zwölf Bücher gehe auf ihn zurück.

## Werke

### Epinomis
In der Altertumswissenschaft setzt sich die Annahme durch, dass Philippos sehr wahrscheinlich der Verfasser des Dialogs Epinomis ist. Schon der Doxograph Diogenes Laertios erwähnt diese Zuschreibung mit Berufung auf nicht namentlich genannte Quellen. Gegen die von einigen Gelehrten verteidigte Ansicht, es handle sich um ein Werk Platons, sprechen neben stilistischen vor allem inhaltliche Gründe. Ein Teil der in der Epinomis dargelegten Lehren widerspricht fundamentalen Überzeugungen Platons.
Die Epinomis ist ein protreptisches Werk, das für eine philosophische, auf höchste Erkenntnis abzielende Haltung wirbt und den Weg zur Weisheit aufzeigen soll. Sie gibt sich als Fortsetzung von Platons Dialog Nomoi. Daher sind die auftretenden Personen die drei schon dort Beteiligten: der Kreter Kleinias, der Spartaner Megillos und ein Athener, dessen Name nicht genannt wird. Wie schon in den Nomoi ist der Athener die Hauptperson; er hat den weitaus größten Anteil am Gespräch, das dadurch streckenweise einen monologartigen Charakter erhält. Megillos wird als anwesend erwähnt, greift aber nicht in die Debatte ein.
Inhalt
Ausgangspunkt des Dialogs ist die Frage nach demjenigen Wissen, das dem Menschen Weisheit und damit einen optimalen Gemütszustand, die Eudaimonie, verschafft. Damit greift der Autor ein Thema der Nomoi auf: die Bestimmung der Bildungsinhalte, die den Mitgliedern der „Nächtlichen Versammlung“, des höchsten Gremiums des geplanten bestmöglichen Staates, vermittelt werden sollen. Zu Beginn stellt der Athener einschränkend fest, wahre Glückseligkeit könne man in der Regel erst nach dem Tode erlangen. Es sei allgemein bekannt, dass dieses Ziel zu Lebzeiten kaum erreichbar sei. Kein vernünftiger Mensch könne nach einem langen, notwendigerweise mühseligen Leben wünschen, dieses noch einmal von vorne zu beginnen. Keinesfalls könne die Menschheit jemals gesamthaft glücklich werden.
Eine Reihe von praxisbezogenen Wissenschaften oder Künsten werden hinsichtlich ihrer Tauglichkeit zur Erlangung von Weisheit geprüft und als ungeeignet ausgeschieden. Künste, die der Verbesserung der Lebensbedingungen oder der Unterhaltung dienen, wie Landwirtschaft, Kochkunst, Nautik und Jagd, die verschiedenen Handwerke, die Kriegskunst, Medizin und Rhetorik sowie die bildenden Künste erweisen sich als ungeeignet, den Menschen weise zu machen. Auch gute Naturanlagen wie Scharfsinn und Geistesgegenwart verhelfen ihm nicht zur Weisheit. Hilfreich ist hingegen die Mathematik, die als Grundlagenwissenschaft die Basis für philosophische Erkenntnis darstellt. Sie liegt nicht nur dem in den einzelnen anwendungsbezogenen Wissenschaften erreichbaren Wissen zugrunde, sondern bildet auch das Fundament für logisches Denken schlechthin und für die Erfassung der nach Zahlenverhältnissen strukturierten Ordnung des Kosmos. Damit bietet sie auch den Schlüssel für die Erlangung von Tugend und Eudaimonie. Den Anstoß zur Beschäftigung mit Mathematik haben der Menschheit die wechselnden Himmelserscheinungen geboten, die zur Einteilung der Zeit nach Tagen, Monaten und Jahren geführt haben.
Darauf wendet sich das Gespräch der Kosmologie und der abgestuften Ordnung der Lebewesen zu. Das oberste Prinzip des Kosmos ist die Weltseele als Ursache von allem. Alles Körperliche besteht aus den fünf Elementen Feuer, Äther, Luft, Wasser und Erde. Der Äther, den Platon als obere Luftschicht aufgefasst hatte, war im Lauf der Fortbildung des Platonismus zu einem eigenständigen Element zwischen Feuer und Luft geworden. Den fünf Elementarbereichen des Kosmos, in denen jeweils eines der Elemente dominiert, entsprechen fünf Gattungen von Lebewesen. Die irdischen Lebewesen von der Pflanze bis zum Menschen haben Körper, die überwiegend aus Erde gebildet sind. Sie stellen das unterste Glied der Hierarchie dar. Den Gegenpol zu ihnen bilden die Gestirngötter, welche die Gestirne beseelen; ihre Körper bestehen vorwiegend aus Feuer. Den Beweis für die Existenz dieser Götter liefert die am Himmel wahrnehmbare Ordnung; die Regelmäßigkeit der Gestirnbewegungen kann nur als Ergebnis vernünftiger Überlegung und Planung gedeutet werden, und nur göttlichen Seelen ist die Fähigkeit zuzutrauen, so riesige Massen in geordneter Bewegung zu halten. Zudem ermöglichen die Gestirne das Leben auf der Erde, woraus eine göttliche Fürsorge für die irdischen Lebewesen zu erschließen ist.
Die Lebewesen der drei mittleren Elementarbereiche (Äther, Luft und Wasser) stehen unterhalb der Gestirngötter, sind aber ebenfalls übermenschlich. Die Äther- und die Luftwesen sind unsichtbar, können sich aber dem Menschen bemerkbar machen. Die als Halbgötter eingestuften Wasserwesen sind gelegentlich sogar sichtbar. Äther- und Luftwesen vermitteln zwischen den Gestirngöttern und den irdischen Wesen. Sie informieren die Gestirngötter über die Menschenwelt, denn die feurigen Götter nehmen nur physische, nicht seelische Verhältnisse wahr. Die vermittelnden Lebewesen haben einen Zugang zum Innenleben der menschlichen Seelen und sind im Unterschied zu den Feuerwesen Gemütsbewegungen und damit auch dem Leid unterworfen. Ihrem Wesen nach sind sie alle gut; sie überwachen das Leben der Menschen und helfen ihnen bei der Erlangung der Tugend und Eudaimonie. In den volkstümlichen Kulten werden die mittleren Lebewesen verehrt, deren Dasein beispielsweise aus Traumerlebnissen erschlossen wird. Allerdings beruht das, was die Menschen über diese Wesen annehmen, nur auf Meinungen; da eine direkte Beobachtung ihres Wirkens unmöglich ist, handelt es sich nicht um gesichertes Wissen. Daher soll ein Gesetzgeber die religiösen Traditionen, die den Kult solcher Wesen betreffen, zwar respektieren, aber keine Bestimmungen darüber erlassen oder Neuerungen einführen. Vielmehr hat sein Augenmerk dem unmittelbar wahrnehmbaren Bereich der Gestirne zu gelten, denn die Himmelswelt ist die Heimat der – abgesehen von der Weltseele – höchstrangigen Lebewesen, der Götter, deren Walten der Menschheit direkt vor Augen steht und denen in erster Linie Verehrung gebührt. Ihr Kult soll von Staats wegen betrieben und geregelt werden.
Damit wendet sich das Gespräch der Sternkunde und der von astronomischen Gegebenheiten ausgehenden Theologie zu. Die Ordnung der Bewegungen am Himmel ist Ausdruck eines göttlichen Gesamtkonzepts, dessen geistige Erfassung den Betrachter zu einer Weisheit und Eudaimonie führt, die sich auch beim Tode bewährt. In den astronomischen Einzelheiten folgt die Epinomis weitgehend dem Weltbild von Platons Dialogen Timaios und Nomoi. Die Planeten sind die sichtbaren Körper der olympischen Götter, nach denen sie benannt sind. Die später gängige Zuordnung der einzelnen Planeten zu bestimmten Göttern ist in der Epinomis erstmals systematisch dargestellt. Beispielsweise gehört der Planet Venus der Göttin Aphrodite (lateinisch Venus), der Planet Merkur dem Gott Hermes (lateinisch Merkur).
In der Epinomis wird eingeräumt, dass die Astronomie von orientalischen und ägyptischen „Barbaren“ entdeckt und von den Griechen übernommen wurde. Der Grund dafür sei, dass das nahöstliche und ägyptische Klima die Himmelsbeobachtung begünstige, während das gemäßigte Klima Griechenlands dafür weniger geeignet, aber für den Erwerb der Tugend das beste sei. Die Griechen hätten aber – wie immer, wenn sie etwas von den Barbaren übernahmen – das empfangene Wissen verbessert.
Im Schlussteil des Werks wird Bilanz gezogen. Die auf theologische Erkenntnis abzielende Astronomie hat sich als die Quelle der wirklich wesentlichen, den Menschen zur Glückseligkeit führenden Einsichten erwiesen. Mathematikkenntnisse und die platonische Dialektik bilden eine unerlässliche Voraussetzung für das Studium der Astronomie; sie dienen somit der Vorbereitung auf die Erlangung von Weisheit. Der Erkenntnisweg führt von der Erfassung des Mannigfaltigen zum Verständnis einer umfassenden Einheit, wobei letztlich der Erkennende selbst aus der Geteiltheit zur Einheit gelangt, „eins“ wird und so ewige Seligkeit erlangt. Es ist ein anspruchsvoller Weg, der daher nur den wenigen entsprechend Bildungsfähigen offensteht. Wer diese Aufgabe meistert, qualifiziert sich damit zugleich für die höchsten Staatsämter. So kehrt die Untersuchung zur Ausgangsfrage zurück, die nun beantwortet ist.
Besonderheiten der Lehre
Ein auffälliges Merkmal der Epinomis ist die Verwerfung der platonischen Ideenlehre. Es wird behauptet, außer der Seele gebe es nichts Unkörperliches. Damit wird die objektive Existenz einer außerseelischen intelligiblen Welt bestritten; das Geistige ist der Welt des Seelischen und Körperlichen immanent. Die Ablehnung einer eigenständigen metaphysischen Existenz der Ideen teilt der Autor der Epinomis mit Speusippos, dem Nachfolger Platons als Leiter (Scholarch) der Akademie. Im Unterschied zu Speusippos spricht er aber nicht nur den Ideen, sondern auch den Zahlen eine unabhängige Realität in einem eigenen Seinsbereich ab. Mit der Reduzierung des Unkörperlichen auf das Seelische verzichtet er auf einen Kernbestandteil der platonischen Ontologie. Unplatonisch ist auch der Gedanke, dass die Astronomie die höchstrangige Wissenschaft ist, die zur Weisheit führt.
Mathematische Partie
In einer Partie des Werks (990c–991b) wird mathematische Propädeutik behandelt. Dabei geht es um die planimetrische Darstellung irrationaler Verhältnisse; so ist die Diagonale eines Quadrats vom Flächeninhalt 1 zugleich die Seite eines Quadrats vom Flächeninhalt 2 mit der Länge {\displaystyle {\sqrt {2}}}. Wenn es auf diesem Weg nicht gelingt, ein irrationales Verhältnis planimetrisch darzustellen – etwa bei {\displaystyle {\sqrt[{4}]{2}}} –, greift man zur „Flächenanlegung“ mit Hilfe eines geometrischen Mittels. Die Aufgabenstellung ist geometrisch; eine Auseinandersetzung mit der arithmetischen Inkommensurabilität ist damit nicht verbunden. Der Ausdruck „Geometrie“, wörtlich „Feldmesskunst“, wird in der Epinomis als „sehr lächerlich“ bezeichnet; die Aufgabe dieser Wissenschaft sei vielmehr das „Ähnlichmachen der Zahlen, die der Natur nach unähnlich sind“, was „dank den Eigentümlichkeiten der Flächen“ möglich sei. Gemeint ist die geometrische Lösung der Aufgabe, eine mittlere Proportionale zu zwei beliebigen gegebenen Zahlen zu finden, auch wenn Inkommensurabilität vorliegt.

### Sonstige Schriften
Philippos’ sonstige Schriften sind bis auf Fragmente verloren, von ihrem Inhalt ist außer ihren Titeln wenig bekannt. Er verfasste eine Lebensbeschreibung Platons. Seine übrigen Werke behandelten großenteils mathematische und naturwissenschaftliche Themen sowie Fragen der Ethik. Sie sind in der Suda, einer byzantinischen Enzyklopädie, unvollständig aufgezählt. Astronomische Werke waren „Über den Abstand von Sonne und Mond“, „Über die Mondfinsternis“, „Über die Größe von Sonne, Mond und Erde“ und „Über Planeten“. Mit meteorologischen Fragen befasste sich Philippos in den Abhandlungen „Über die Blitze“ und „Über die Winde“, mit Optik in „Über das Sehen“ und „Über die Spiegelung“, mit mathematischen Problemen in der „Arithmetik“ und in den Schriften „Über Polygonalzahlen“, „Kreislehre“ und „Mittelwerte“ – Themen, die ihn zum Teil auch unter astronomischem Aspekt interessiert haben dürften. Die Abhandlung „Über die Zeit“ handelte wohl von der Kalenderrechnung. Sein Interesse an Theologie und Mythologie bezeugen die Titel seiner Schriften „Über die Götter“ und „Über die Mythen“. Von Werken, die Themen der Ethik gewidmet waren, sind mehrere Titel überliefert: „Über die Lust“, „Über Freunde und Freundschaft“, „Über die Freiheit“, „Vom Freien“, „Über den Zorn“, „Über Affekte“ und „Über die (gerechte) Vergeltung (oder Entlohnung)“. Ferner verfasste er eine Abhandlung „Über den Eros“ und eine „Über das Zeichnen“. In der Schrift „Über die opuntischen Lokrer“ erörterte Philippos wohl die Kultur- oder Verfassungsgeschichte der Gegend, die seine Heimat oder Wahlheimat war.

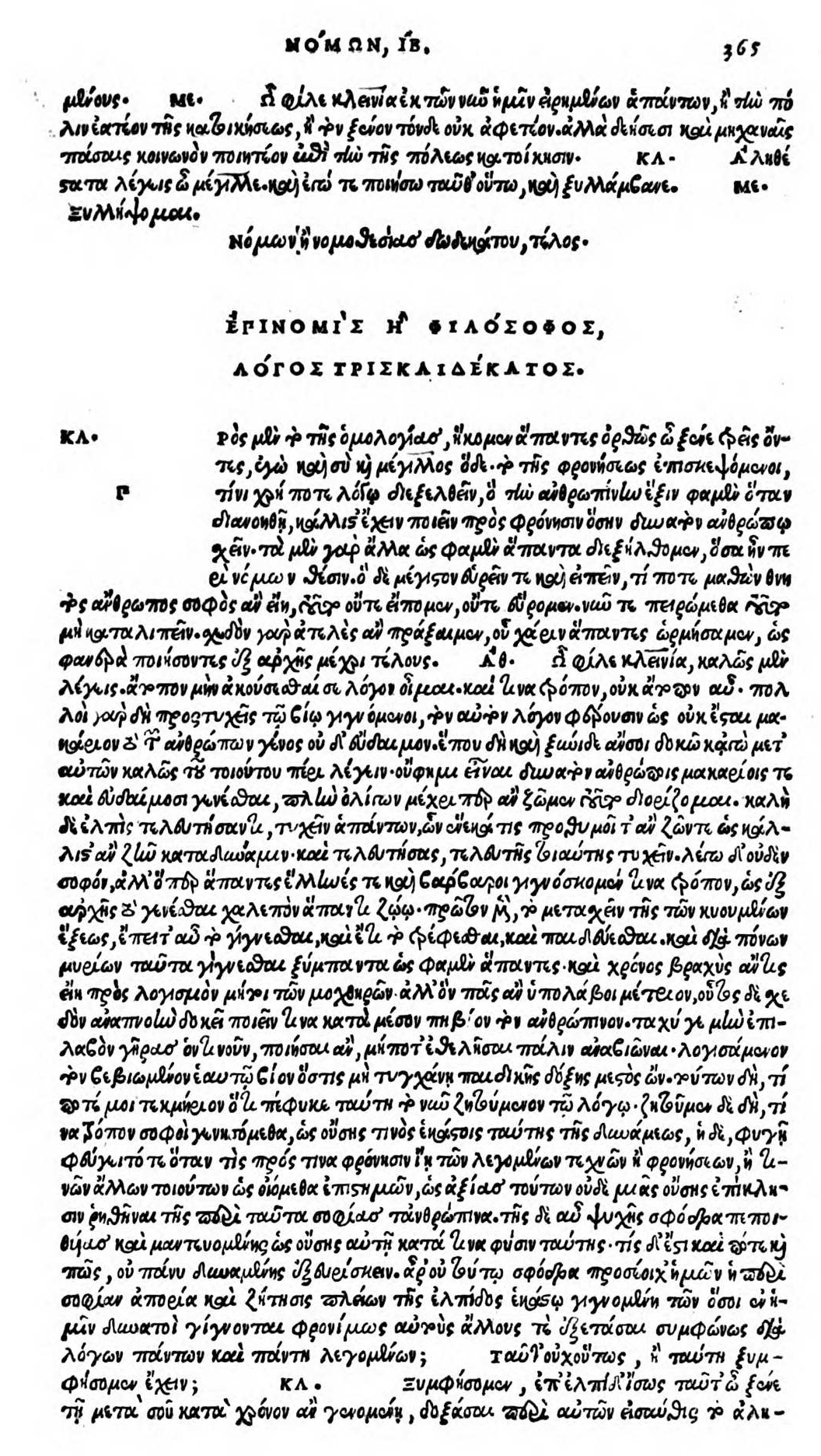
Der Anfang der Epinomis in der Erstausgabe, Venedig 1513

## Rezeption
Die erste namentliche Erwähnung der Epinomis findet sich bei Aristophanes von Byzanz. Die in der Antike verbreitete Annahme, ihr Verfasser sei Platon, führte zu ihrer Aufnahme in die Tetralogienordnung der Werke Platons, die anscheinend im 1. Jahrhundert v. Chr. eingeführt wurde. Die Epinomis wurde in die neunte Tetralogie eingereiht. Die Zuschreibung an Platon verschaffte dem Dialog – und damit Philippos’ Philosophie – starke Beachtung.
Zu den Rezipienten der Epinomis gehörten der Stoiker Poseidonios und Cicero, Mittel- und Neuplatoniker sowie Kirchenväter wie Clemens von Alexandria, Eusebios von Caesarea und Theodoret. In der Gnosis und der Hermetik fand der Dialog ebenfalls Beachtung. Auch Philippos’ Studien über das Kalenderwesen erzielten eine breite Nachwirkung.
Ein prominenter antiker Vertreter der Überzeugung, dass die Epinomis nicht von Platon stammen kann, war der spätantike Neuplatoniker Proklos.
Es ist kein antiker Textzeuge der Epinomis erhalten geblieben. Die älteste erhaltene Handschrift wurde im 9. Jahrhundert im Byzantinischen Reich angefertigt. Den lateinischsprachigen Gelehrten des Westens war die Epinomis im Mittelalter unbekannt.
Im Zeitalter des Renaissance-Humanismus wurde der Dialog im Westen wiederentdeckt. Die erste lateinische Übersetzung fertigte der italienische Humanist Marsilio Ficino an. Er veröffentlichte sie 1484 in Florenz in der Gesamtausgabe seiner Platon-Übersetzungen. Obwohl er sonst von Proklos stark beeinflusst war, folgte er dessen Auffassung in der Echtheitsfrage nicht, sondern hielt den Dialog für ein authentisches Werk Platons.
Die Erstausgabe erschien im September 1513 in Venedig bei Aldo Manuzio im Rahmen der von Markos Musuros herausgegebenen Gesamtausgabe der Werke Platons.